# Solo (personaggio)
(La frase fatta che Solo pronuncia quasi sempre quando compare)
Solo, il cui vero nome è James Bourne, è un personaggio dei fumetti, creato da David Michelinie (testi) e Marc Silvestri (disegni) nel 1986, pubblicato dalla Marvel Comics. La sua prima apparizione è in Web of Spider-Man n. 19 (ottobre 1986).

## Biografia del personaggio
James Bourne faceva parte di una squadra antiterroristica della NATO, Omega Strike, dopo esserci entrato gli vennero impiantati dei microchip nel cervello che gli davano la capacità di teletrasportarsi.
Alla prima missione la squadra fu tradita da tre membri e vennero tutti uccisi, ritrovatosi solo James adottò questa condizione come il proprio soprannome e giurò di liberare il mondo dai terroristi.
Quando seppe chi erano i membri traditori Solo li giustiziò personalmente e dopo iniziò la sua crociata.
Senza più appoggio dagli USA, Solo costruì la sua base dai fondi che sequestrava dai terroristi e così si procurava anche le armi.
Si è scontrato al fianco dell'Uomo Ragno molte volte contro i Sinistri Sei e le organizzazioni criminali come ARES e ULTIMATUM, in uno di questi scontri il detective Lou Snider rimane ferito.

## Poteri e abilità
Solo è un esperto nell'uso della spada e in molte armi da fuoco.
I microchip nel suo cervello gli permetto di teletrasportarsi in qualsiasi luogo.